# ماريو مويا بالنسيا
ماريو مويا بالنسيا (بالإسبانية: Mario Moya Palencia) (و. 1933 – 2006 م) هو دبلوماسي، وسياسي مكسيكي، ولد في مدينة مكسيكو، كان عضوًا في الحزب الثوري المؤسساتي، توفي عن عمر يناهز 73 عاماً، بسبب نوبة قلبية.

## مناصب
تولى منصب وزير الداخلية ‏ (1 ديسمبر 1970–30 نوفمبر 1976)
- وزير الداخلية ‏ (11 نوفمبر 1969–30 نوفمبر 1970)

.

## التعليم
تعلم في الجامعة الوطنية المستقلة في المكسيك
.